# Джос (Колорадо)
Джос (англ. Joes) — переписна місцевість (CDP) в США, в окрузі Юма штату Колорадо. Населення — 82 особи (2020).

## Географія
Джос розташований за координатами 39°39′48″ пн. ш. 102°40′43″ зх. д. / 39.66333° пн. ш. 102.67861° зх. д. (39.663233, -102.678499).  За даними Бюро перепису населення США в 2010 році переписна місцевість мала площу 5,41 км², з яких 5,40 км² — суходіл та 0,01 км² — водойми.

## Демографія
Згідно з переписом 2010 року, у переписній місцевості мешкало 80 осіб у 38 домогосподарствах у складі 19 родин. Густота населення становила 15 осіб/км².  Було 52 помешкання (10/км²).
Расовий склад населення:
| - 97,5 % — білих |

До двох чи більше рас належало 2,5 %. Частка іспаномовних становила 5,0 % від усіх жителів.
За віковим діапазоном населення розподілялося таким чином: 21,2 % — особи молодші 18 років, 58,8 % — особи у віці 18—64 років, 20,0 % — особи у віці 65 років та старші. Медіана віку мешканця становила 46,0 року. На 100 осіб жіночої статі у переписній місцевості припадало 166,7 чоловіків;  на 100 жінок у віці від 18 років та старших — 152,0 чоловіків також старших 18 років.
Середній дохід на одне домашнє господарство  становив 64 747 доларів США (медіана — 55 625), а середній дохід на одну сім'ю — 61 807 доларів (медіана — 54 375). За межею бідності перебувало 6,7 % осіб, у тому числі 0,0 % дітей у віці до 18 років та 15,4 % осіб у віці 65 років та старших.
Цивільне працевлаштоване населення становило 23 особи. Основні галузі зайнятості: роздрібна торгівля — 21,7 %, інформація — 13,0 %, сільське господарство, лісництво, риболовля — 13,0 %.